# Film basati sulla Bibbia

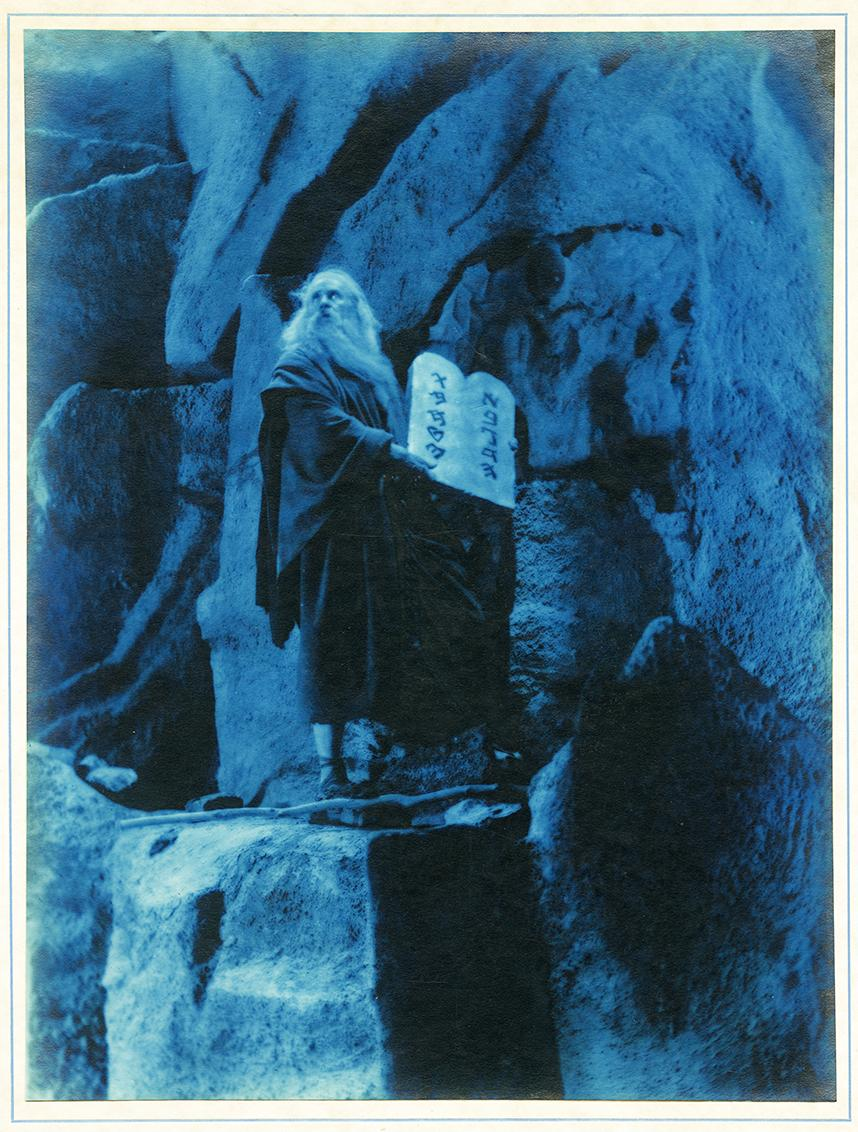
Scena tratta dal film I dieci comandamenti del 1923

Questo è l'elenco di film (sia cinematografici che televisivi) che hanno tratto ispirazione dalla Bibbia (Antico e Nuovo Testamento) e hanno rappresentato temi e figure bibliche nel tentativo di interpretare, rielaborare o commentare i testi sacri.

## Storia
Fin dai primi anni del cinema, i registi hanno tratto ispirazione dalle storie bibliche, spesso con intenti didattici o religiosi. Tra le prime opere ci sono brevi film che rappresentavano episodi dell’Antico Testamento, realizzati principalmente come cortometraggi muti.
A partire dagli anni venti con il cinema epico-religioso ci furono grandi produzioni come I dieci comandamenti (1923) di Cecil B. DeMille (che ne fece una seconda versione nel 1956). Dagli anni sessanta in poi, il rapporto si è evoluto anche in chiave più artistica e simbolica.

## Film tratti dall'Antico Testamento
| Genesi - I patriarchi (1964) - La Bibbia (The Bible: In the Beginning, 1966) - The New Media Bible: Book of Genesis (1979) - La Biblia en pasta (1984) - Genesi: La creazione e il diluvio (1994) - In the Beginning - In principio era (In the Beginning, 2000) Film TV Adamo ed Eva - Genesi 2-5 - Adam and Eve (1912) - Adán, Eva y el diablo (1945) - Adam wa Hawa (1951) - Adam og Eva (1953) - Adán y Eva (1956) - El pecado de Adán y Eva (1969) - Adamo ed Eva, la prima storia d'amore (1983) - Adipapam (1988) Il Diluvio universale - Genesi 6-9 - L'arca di Noè (Noah's Ark, 1928) - L'arca di Noè (Noah's Ark, 1999) Miniserie TV - Fantasia 2000 (1999) - L'arca di Noè (2007) Animazione - Noah (2014) Abramo - Genesi 11:26-25:10 - Abramo (1994) Film TV - Abe and the Amazing Promise (2009) - Young Abraham from the Ancient Stories of the Israelites (2011) Sodoma e Gomorra - Genesi 19 - Loth a Sodoma (Lot in Sodom, 1933) Cortometraggio - Sodoma e Gomorra (Sodom and Gomorrah, 1962) - Zohi Sdom (2010) Giacobbe - Genesi 25:26-49:33 - Giacobbe - L'uomo che lottò con Dio (1963) - The Story of Jacob and Joseph (1974) Film TV - Giacobbe (1994) Film TV Giuseppe - Genesi 37-50 - Joseph in the Land of Egypt (1914) - Joseph in the Land of Egypt (1932) - Giuseppe venduto dai fratelli (1962) - The Story of Jacob and Joseph (1974) Film TV - Giuseppe (1996) Film TV - Joseph and the Amazing Technicolor Dreamcoat (1999) - Giuseppe - Il re dei sogni (Joseph: King of Dreams, 2000) Animazione Mosè - I dieci comandamenti (The Ten Commandments, 1923) - I dieci comandamenti (The Ten Commandments, 1956) - Mosè (Moses the Lawgiver, 1974) Miniserie TV - Mosè (Moses, 1995) Miniserie TV - Il principe d'Egitto (The Prince of Egypt, 1998) Animazione - The Ten Commandments (2007) - Exodus - Dei e re (Exodus: Gods and Kings, 2014) | Giosuè - Le mura di Gerico (Joshua and the Battle of Jericho, 1978) Il tempo dei Giudici - Jephtah's Daughter: A Biblical Tragedy (1909) Cortometraggio - La storia di Ruth (The Story of Ruth, 1960) - I grandi condottieri (1965) Sansone e Dalila - Giudici 13-16 - Samson und Delila (1922) - Sansone e Dalila (Samson and Delilah, 1949) - Sansone e Dalila (Samson and Delilah, 1984) - Sansone e Dalila (1996) Film TV - Samson - La vera storia di Sansone (Samson, 2018) Re Davide - The Chosen Prince (1917) - David e Betsabea (David and Bathsheba, 1951) - David e Golia (David and Goliath, 1960) - La storia di David (A Story of David, 1960) - Saul e David (1965) - The Story of David (1976) Film TV - King David (King David, 1985) - Davide (1997) Film TV - La grande storia di Davide e Golia (Deo King, 2001) Animazione - David and Goliath (2015) - Davide e Golia (David and Goliath, 2016) Re Salomone - La regina di Saba (The Queen of Sheba, 1921) - Haring Solomon at Reyna Sheba (1952) - La regina di Saba (1952) - Salomone e la regina di Saba (Solomon and Sheba, 1959) - Solomon & Sheba (1995) Film TV - Salomone (1997) Film TV - Kingdom of Solomon (2010) Profeti - Il re d'Israele (Sins of Jezebel, 1953) - Geremia il profeta (1998) Film TV - Blast and Whisper (2010) Cattività babilonese - Slaves of Babylon (1953) Ester - Ester e il re (Esther and the King, 1960) - Ester (1996) Film TV - Una notte con il re (One Night with the King, 2006) - Esther and the King (2006) - Il libro di Ester (The Book of Esther, 2013) Daniele - Daniele nella fossa dei leoni (Daniel in the Lion's Den, 1978) - Daniel and the Lions (2006) - Il libro di Daniele (The Book of Daniel, 2013) Giuditta - Giuditta di Betulla (Judith of Bethulia, 1914) - Giuditta e Oloferne (1929) - Giuditta e Oloferne (1959) Maccabei - Il vecchio testamento (1963) |

- I grandi eroi della Bibbia (Greatest Heroes of the Bible, 1978)
- La Bibbia (The Bible, 2013)

## Film tratti dalNuovo Testamento
| Vita di Gesù Cristo - Passion Play (1903) - Vie et Passion du Christ (1905) - The Birth, Life and Death of Christ (1906) Cortometraggio - From the Manger to the Cross; or, Jesus of Nazareth (1912) - Intolerance (1916) - Il re dei re (The King of Kings, 1927) - I.N.R.I. (1923) - Golgotha (1935) - Jesús de Nazareth (1942) - Reina de reinas: La Virgen María (1945) - El mártir del Calvario (1952) - Il bacio di Giuda (El beso de Judas, 1954) - Day of Triumph (1954) - Il figlio dell'uomo (1954) - El Redentor (1959) - Il re dei re (King of Kings, 1961) - Il Vangelo secondo Matteo (1964) - La più grande storia mai raccontata (The Greatest Story Ever Told, 1965) - El proceso de Cristo (1966) - Jesús, el niño Dios (1971) - Jesús, nuestro Señor (1971) - Jesús, María y José (1972) - Godspell (1973) - Gospel Road: A Story of Jesus (1973) - Jesus Christ Superstar (1973) - Il Messia (1975) - The Passover Plot (1976) - Gesù di Nazareth (1977) Miniserie TV - Gesù di Nazareth (1977) - Nel silenzio della notte (The Nativity, 1978) Film TV - I.N.R.I. (1979) - Jesus (Jesus, 1979) - La vida de nuestro señor Jesucristo (1980) - Un bambino di nome Gesù (1987) Film TV - L'ultima tentazione di Cristo (The Last Temptation of Christ, 1988) - The Gospel According to Matthew (1993) - Kristo (1996) - Visual Bible for Kids (1998) Film TV - Jesus (1999) Film TV - Maria, madre di Gesù (Mary, Mother of Jesus, 1999) Film TV - Jesus - Ragazzi all'inseguimento di Gesù (The Story of Jesus for Children, 2000) - The Miracle Maker (2000) - The Visual Bible: The Gospel of John (2003) - Gesù. Un Regno senza confini (2003) Animazione - La passione di Cristo (The Passion of the Christ, 2004) - The Life and the Passion of Christ (2005) Film TV - La sacra famiglia (2006) Miniserie TV - The Nativity Story (2006) - Color of the Cross (2006) - Son of Man (2006) - Color of the Cross 2: The Resurrection (2008) - Road to Emmaus (2010) Film TV - The Nativity (2010) Miniserie TV - Su Re (2013) - Son of God (2014) - The Young Messiah (2016) | Vergine Maria - Maria e Giuseppe - Una storia d'amore (Mary and Joseph: A Story of Faith, 1979) Film TV - Marie de Nazareth (1995) - Maria, madre di Gesù (Mary, Mother of Jesus, 1999) Film TV - Maria, figlia del suo figlio (2000) Film TV - Maria, la madre del figlio di Dio (Maria, Mãe do Filho de Deus, 2003) - Maria di Nazaret (2012) Film TV - Piena di grazia (Full of Grace, 2015) - Vangelo secondo Maria (2023) - Storia di Maria (Mary, 2024) Salomè - Salome (1908) - Salomé (1908) - Salomè (1910) - Salomè (1918) - Salomè (1922) - Salomè (Salome, 1953) - Salomè (1971) Film TV - Salomè (1972) - Salomè - cortometraggio (1973) - Salomé - film TV (1973) - Salomé (1978) - Salomè di Oscar Wilde (Salome, 1986) - L'ultima Salomè (Salome's Last Dance, 1988) - Salome - film TV (1992) - Salomé (2002) Giuda Iscariota - Il bacio di Giuda (El beso de Judas, 1954) - Neither Are We Enemies (1970) Film TV - Giuda (2001) Film TV - Giuda (Judas, 2004) Film TV Maria Maddalena - María Magdalena: Pecadora de Magdala (1946) - Maria Maddalena (2000) Film TV - Maria Maddalena (Mary Magdalene, 2018) Barabba - Barabba (Barabbas, 1953) - Give Us Barabbas! (1961) Film TV - Barabba (Barabbas, 1961) - El proceso de Cristo (1966) - Barabba (2012) Film TV - Barabba (Varavva, 2019) Vita degli Apostoli - Il grande pescatore (The Big Fisherman, 1959) - Atti degli apostoli (1969) Miniserie TV - Pietro e Paolo (Peter and Paul, 1981) Miniserie TV - A.D. - Anno Domini (A.D., 1985) Miniserie TV - The Visual Bible: Acts (1994) - San Paolo (2000) Film TV - Tommaso (2001) Film TV - San Giovanni - L'apocalisse (2002) Film TV - San Pietro (2005) Film TV - Quo Vadis - Nel nome di Gesù (2005) Animazione - L'apostolo Pietro e l'ultima cena (Apostle Peter and the Last Supper, 2012) - A.D. - La Bibbia continua (A.D.: The Bible Continues, 2015) Miniserie TV - Paolo - Apostolo di Cristo (Paul, Apostle of Christ, 2018) |  |